# L’Étang-la-Ville
L’Étang-la-Ville ist eine französische Gemeinde im Département Yvelines in der Region Île-de-France. Es ist eine Stadt mit 4915 Einwohnern (Stand 1. Januar 2022), sehr ruhig am Forêt de Marly gelegen, jedoch mit Anschluss ans Pariser Eisenbahnnetz (Bahnhöfe L’Étang-la-Ville und St Nom la Bretêche - Forêt de Marly).
Die Einwohner des Ortes werden Stagnovillois genannt.

## Siehe auch

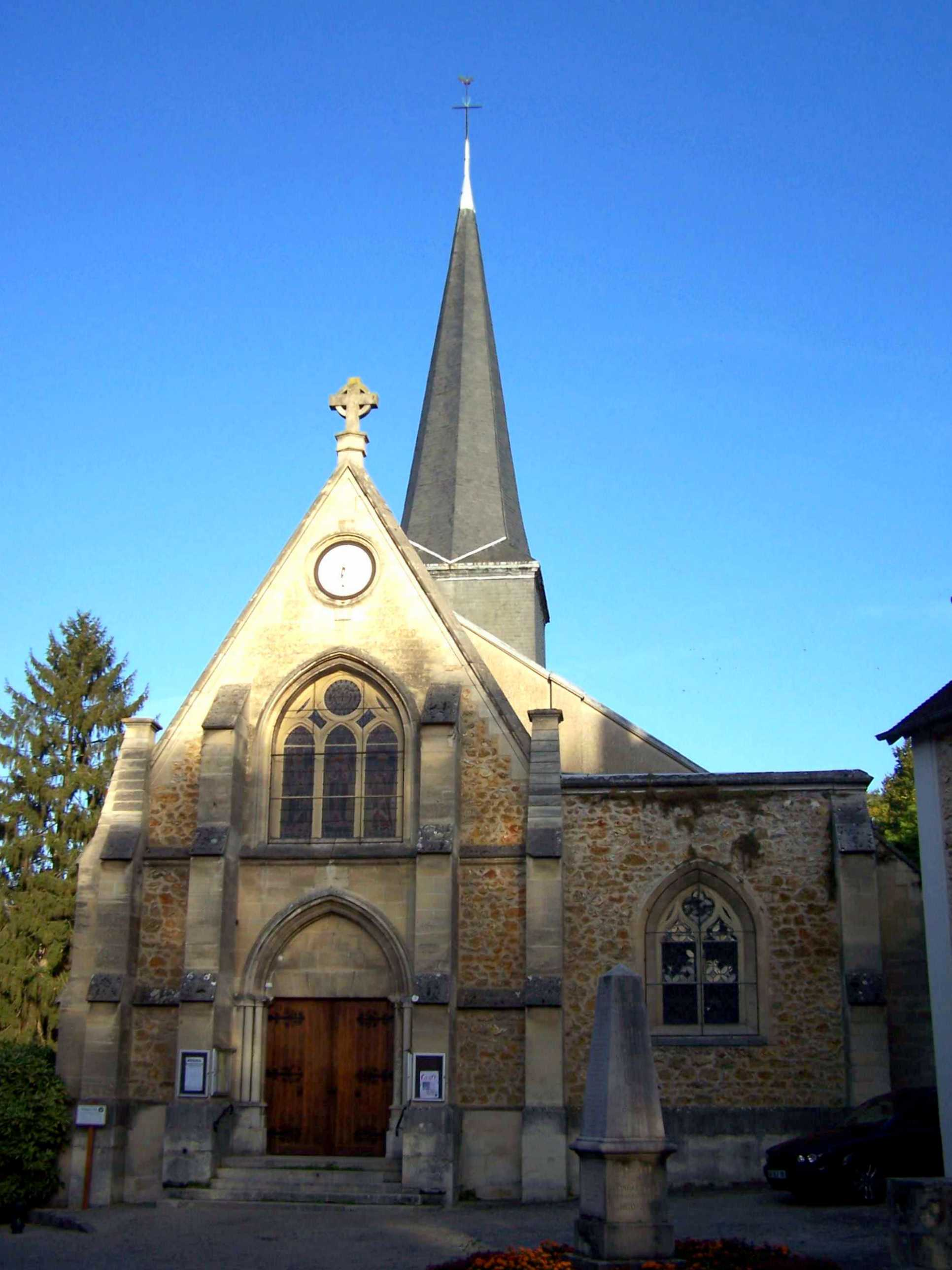
Ostseite der Kirche mit Eingangsportal
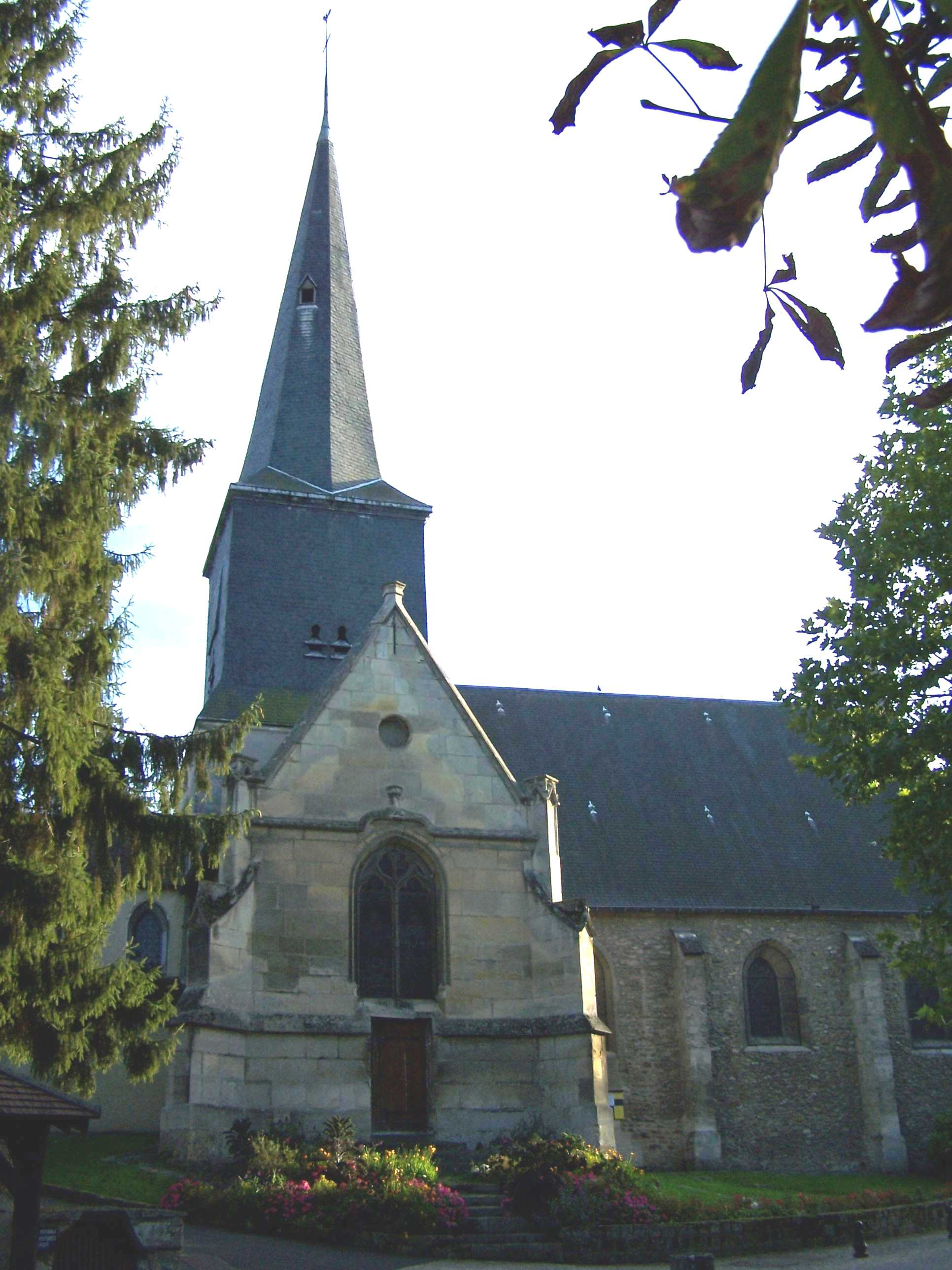
Nordseite der Kirche
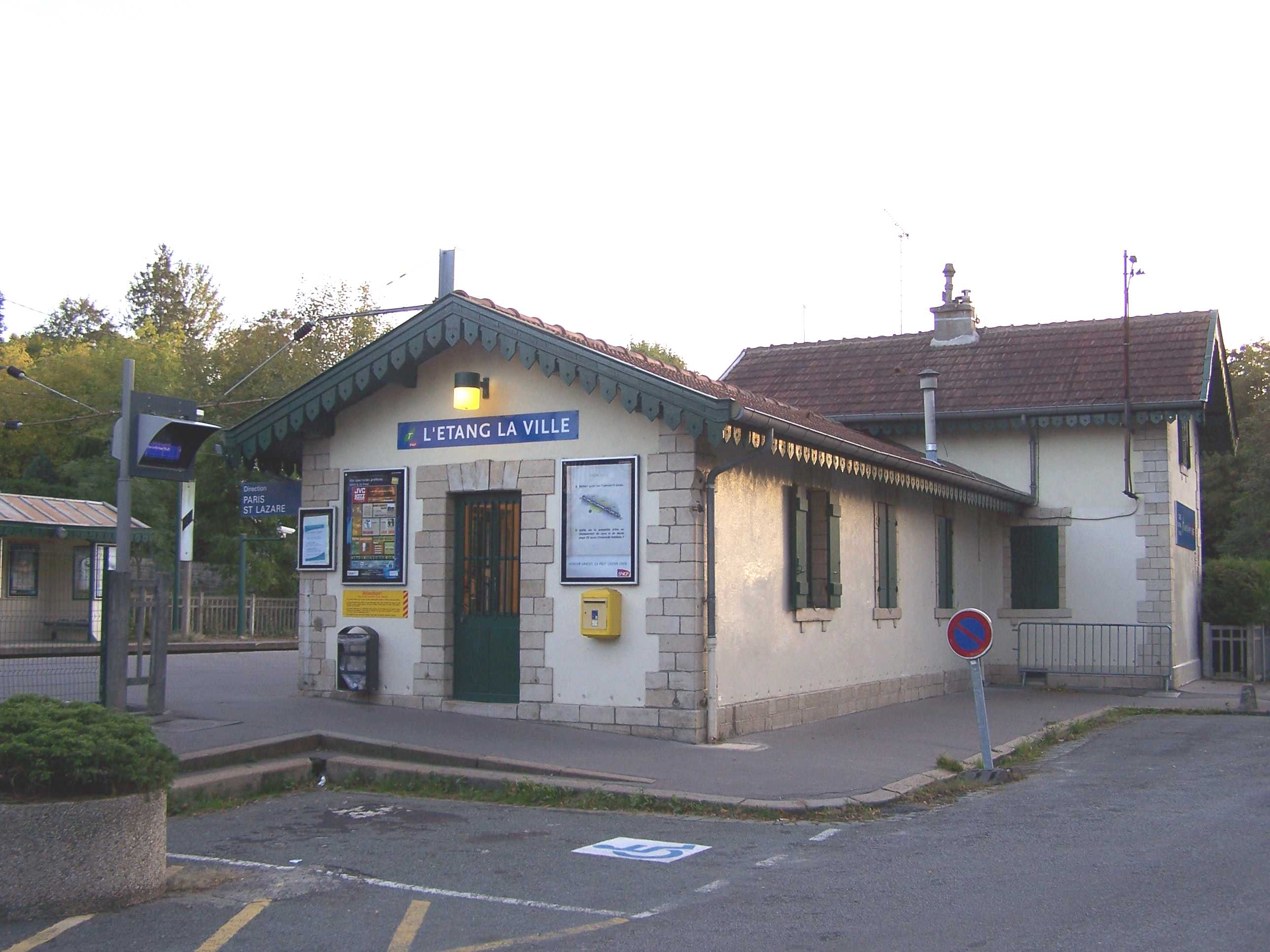
Bahnhof von L’Étang-la-Ville

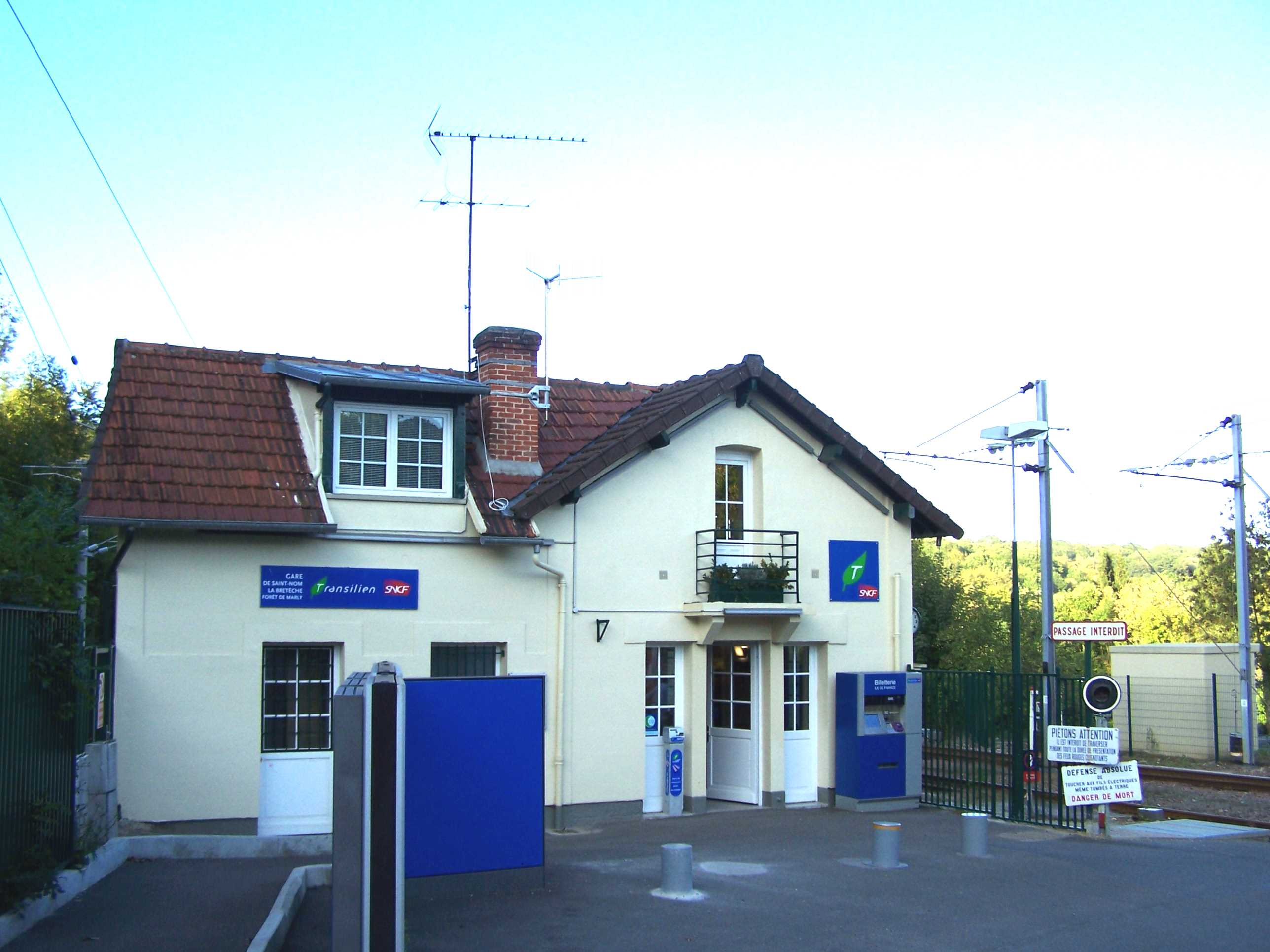
Bahnhof von Saint-Nom-la-Bretèche-Forêt-de-Marly
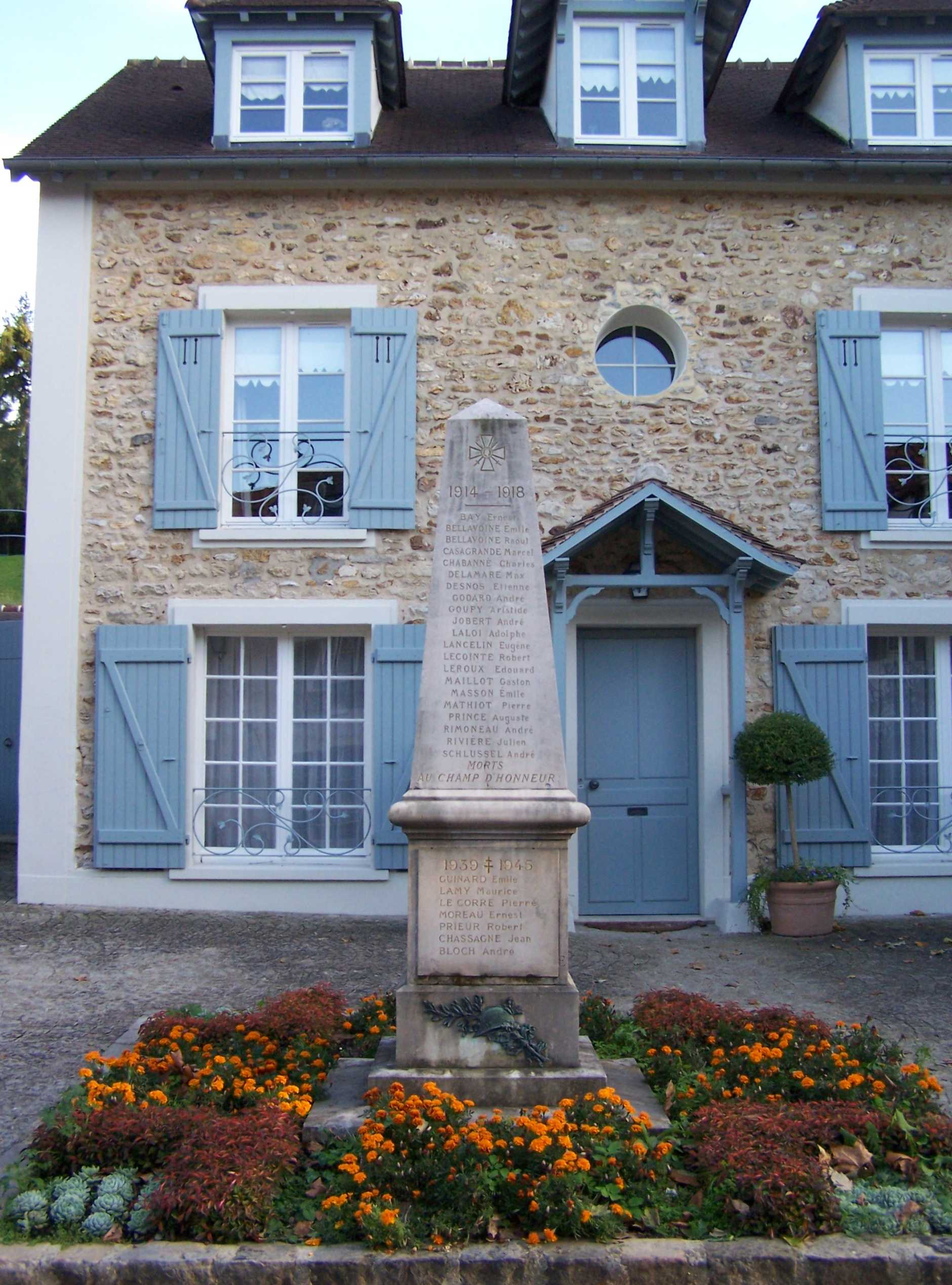
Gedenksäule
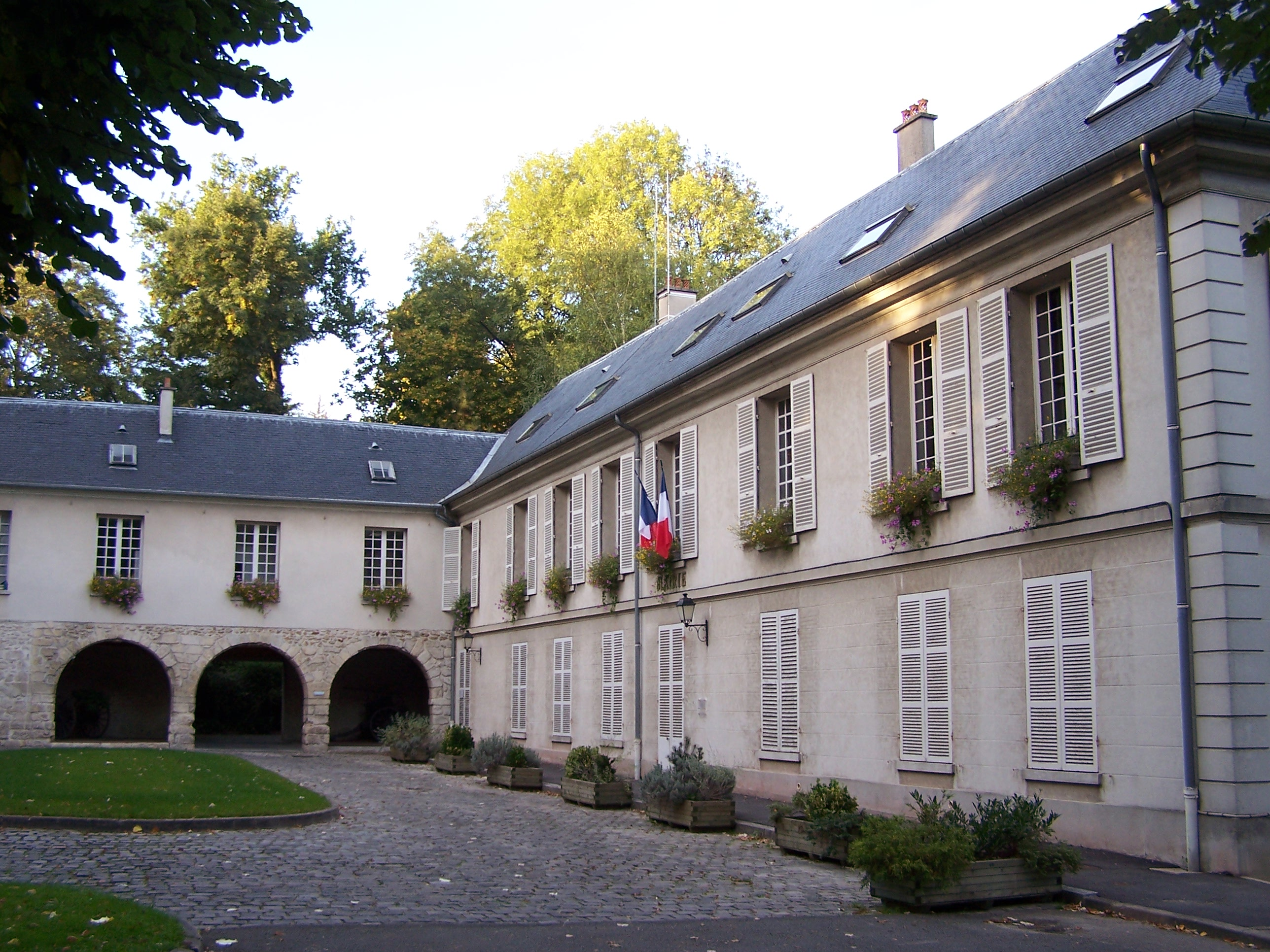
Hôtel de ville